# Vibrateur sismique

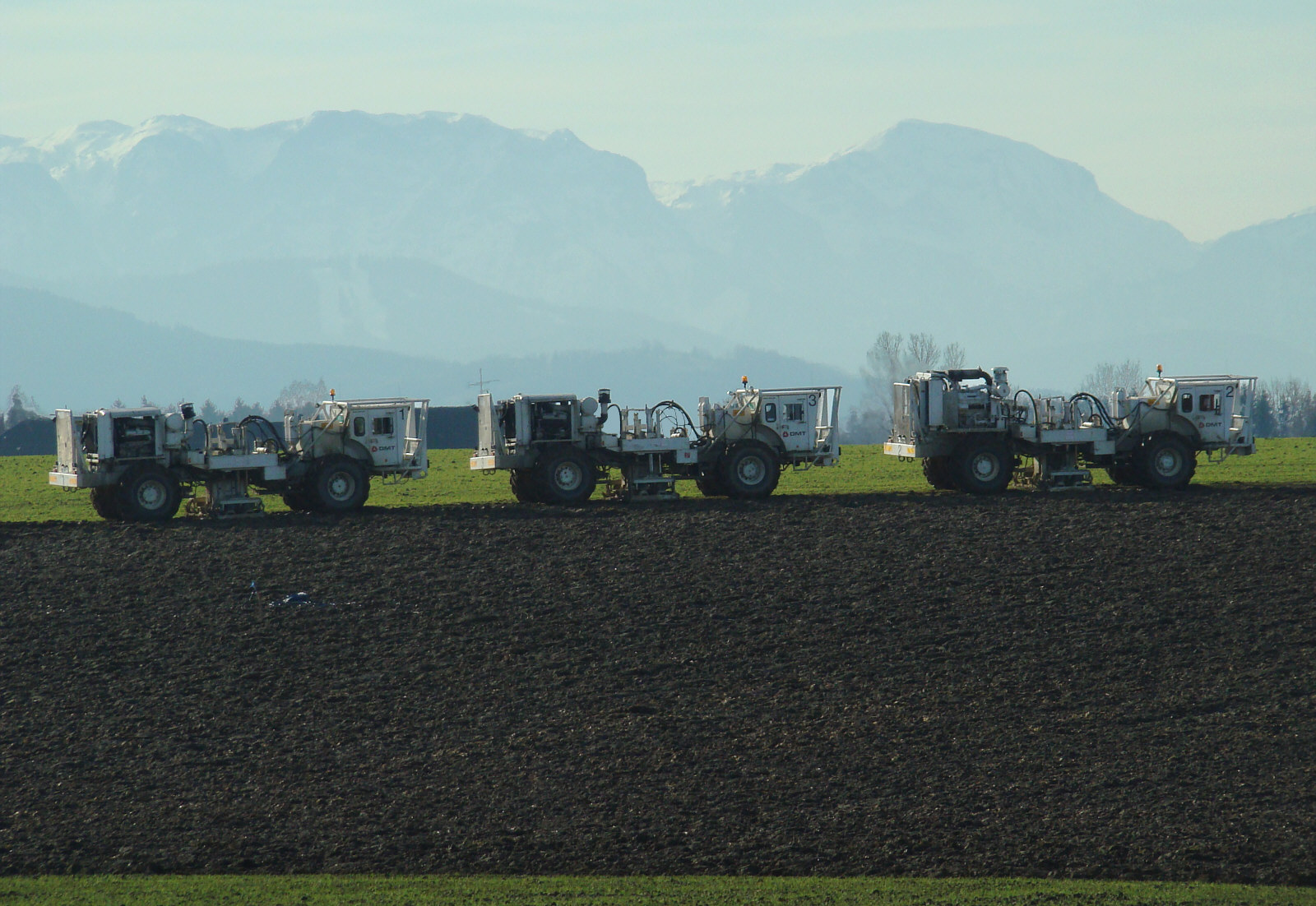
Vibrateurs sismiques DMT lors d'une exploration 3D dans les contreforts alpins autrichiens

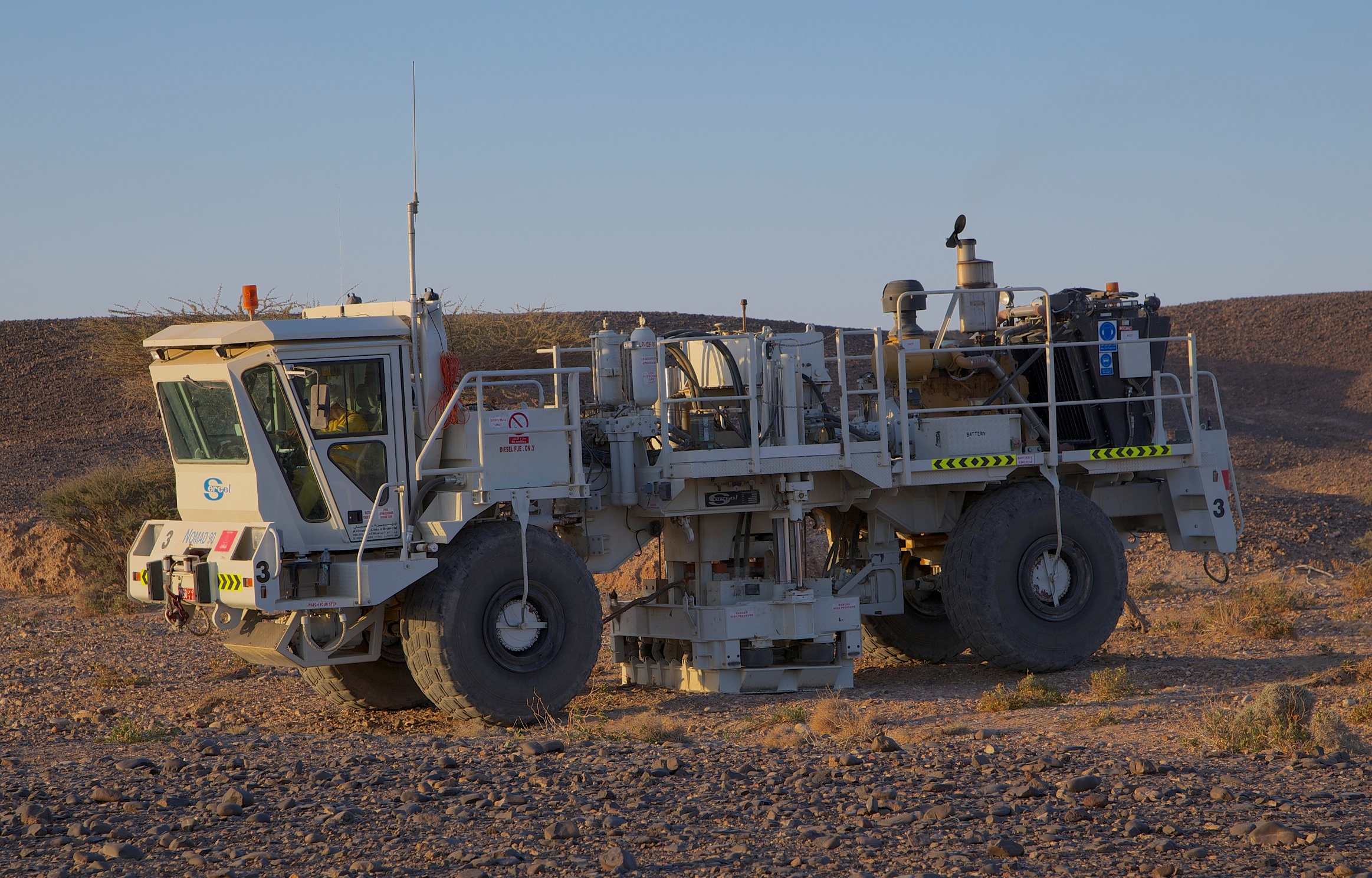
Nomad 90, le plus grand vibrateur sismique au monde, en cours d'utilisation

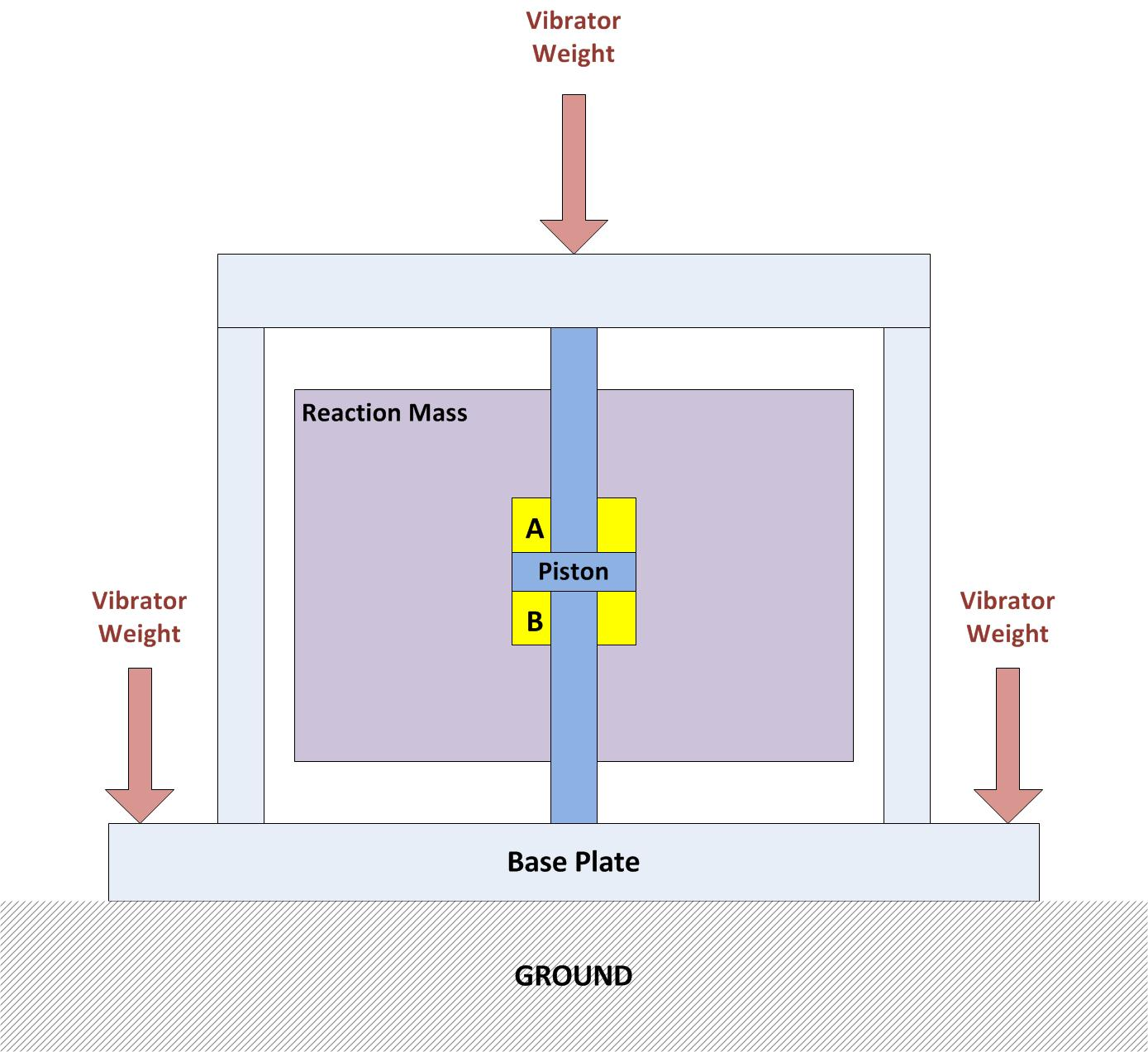
Principe de fonctionnement d'un vibrateur sismique

Un vibrateur sismique est un dispositif monté sur un camion ou sur une remorque, capable d'injecter des vibrations à basse fréquence dans le sol. C'est l'une des nombreuses sources sismiques utilisées en prospection sismique. La technique d'exploration « vibrosismique » (réalisée avec des vibrateurs) a été mise au point par la Continental Oil and transportation Company (Conoco) dans les années 1950, et a été une marque déposée jusqu'à l'expiration du brevet de la société. 
Aujourd'hui, les vibrateurs sismiques sont utilisés pour effectuer environ la moitié de toutes les prospections sismiques.
Le plus grand camion vibrateur sismique au monde, appelé «Nomad 90», pèse 41,5 tonnes et développe une force de plus de 400 000 newtons. 

## Principe
Un vibrateur sismique transforme l'énergie fournie par un moteur diesel en vibrations. Ces dernières sont produites par un vibreur, un élément mobile qui les génère grâce à un dispositif de piston à réaction et une masse entraînés par un servodistributeur électro-hydraulique . Le vibreur est déployé sur le sol à chaque opération, puis replié afin que le vibrateur sismique puisse se déplacer vers un autre point de prospection. 
La capacité du vibrateur est définie par la force maximale qu'il est capable de générer, appelée force de pointe élevée et mesurée en newton. Pour transmettre une force maximale au sol et empêcher le vibreur de cahoter, une partie du poids du vibrateur sismique est appliquée sur le vibreur. 

## La culture populaire
Le scénario du thriller The Hammer of Eden de Ken Follett, en 1998, repose sur l’utilisation d’un camion vibrateur volé par des écoterroristes. 